# فوهة أمقيد
فوهة أمقيد هي فوهة نيزكية في الجزائر. طولها 500 إلى 530 متر (1,640 إلى 1,740 قدم)، بعمق 65 مترًا تقريبًا ويقدر العمر بأقل من 100000 عام وربما يكون العصر الحديث الأقرب. الحفرة مكشوفة على السطح. اكتشف الأوروبيون هذه الحفرة في عام 1948، أول وصف علمي قدمه جان فيليب ليفرانك في عام 1969.

## روابط خارجية
- الفوهات البركانيّة في قارة أفريقيا عامّة والجزائر خاصّة
- فوهة أمقيد بالجزائر